# Helmut Griem
Helmut Griem (Hamburg, 6 april 1932 - München, 19 november 2004) was een Duits acteur. Vanwege zijn uiterlijk speelde hij in films vooral de typische blonde, blauwogige Duitser als in The Damned en in The McKenzie Break. Naast zijn filmcarrière was hij vooral op het toneel te vinden. 

## Biografie
Helmut Griem werd geboren in Hamburg als zoon van marine-radioofficier Walter Griem en diens vrouw Paula, geb. Rackebrandt. Hij studeerde af in 1953 en studeerde literatuur en filosofie tot 1956 met de intentie om journalist te worden. Om wat geld te verdienen voor zijn studie, werkte Griem parttime als acteur in semi-professionele theatergroepen. Tijdens een optreden bij de Buchfinken werd Griem, die naar eigen zeggen nooit eerder een acteercarrière had overwogen, aangenomen bij het professionele theater in Lübeck. Hij kreeg prompt de titelrol in het toneelstuk Die Regenmacher. In deze periode hield hij zijn hoofd financieel boven water door korte verhalen te schrijven voor kranten en hoorspelen.
Hoewel hij nooit een toneelschool had gevolgd, wist Griem zich binnen een paar jaar te vestigen als een zeer gewaardeerd theateracteur. Eind jaren 1950 werkte hij voor Oscar Fritz Schuh in het Keulse theater, wat zijn definitieve doorbraak betekende. In de daaropvolgende decennia werkte Griem in alle grote Duitstalige theaters. Hij had optredens in het Thalia Theater en het Deutsches Schauspielhaus in Hamburg, het Burgtheater in Wenen, de Staatliche Schauspielbühnen in Berlijn, de Münchner Kammerspiele en recentelijk in het Residenztheater (Bayerisches Staatsschauspiel) in München. Hij speelde grote rollen in toneelstukken van bijvoorbeeld Lessing, Kleist en Goethe, maar was ook te zien in modernere stukken zoals die van Tennessee Williams. Zijn Faust - Vom Himmel durch die Welt zur Hölle, geregisseerd door Dieter Dorn, werd zelfs opgenomen voor uitzending op televisie in 1988.
Griem werkte sinds 1960 ook als filmacteur en won een Bambi voor Beste Jonge Acteur voor zijn eerste film Fabrik der Offiziere. Zijn volgende films waren echter slechts een marginaal succes, waardoor hij zich een tijdje uit de filmwereld terugtrok. Zijn internationale doorbraak op het witte doek kwam uiteindelijk in 1969 als SS-Obersturmbandführer Aschenbach in de filmklassieker The Damned, geregisseerd door Luchino Visconti. Drie jaar later zou Griem met de Italiaan Visconti de filmbiografie Ludwig II opnemen. Na het succes van The Damned verscheen Griem in talloze hoogwaardige filmproducties in binnen- en buitenland. In de Oscarwinnende filmmusical Cabaret van Bob Fosse uit 1972 speelde hij bijvoorbeeld de rijke baron Maximilian von Heune naast Liza Minnelli en Michael York.
Een van zijn belangrijkste filmrollen was Hans Schnier in Ansichten eines Clowns (1975), de verfilming van de gelijknamige roman van Heinrich Böll. Andere belangrijke regisseurs met wie Griem werkte waren Volker Schlöndorff (Die Moral der Ruth Halbfass), Hans W. Geißendörfer (Die gläserne Zelle), Rainer Werner Fassbinder (Berlin Alexanderplatz) en Jacques Rouffio (Die Spaziergängerin von Sans-Souci).
Ondanks grote filmsuccessen bleef het theater het middelpunt van zijn werk. Vooral in de latere stadia van zijn carrière regisseerde Helmut Griem ook zelf toneelstukken, zoals A Long Day's Journey into the Night van Eugene O'Neill bij de Kammerspiele in München. Hij was niet meer in staat om te beginnen aan het toneelstuk Die eine und die andere van Botho Strauss.

## Privéleven en overlijden
Griem was sinds 1973 getrouwd met de actrice Helga Köhler. Het huwelijk bracht een zoon Philip voort.
Helmut Griem overleed in 2004 op 72-jarige leeftijd na een korte, ernstige ziekte. Hij werd begraven op de Hamburgse begraafplaats Ohlsdorf in het familiegrafveld op vak F14 bij kapel 4.

## Filmografie
- 1958: Die Brüder
- 1959: Der zerbrochene Krug
- 1960: Fabrik der Offiziere
- 1961: Der Traum von Lieschen Müller
- 1961: Barbara - Wild wie das Meer
- 1961: Bis zum Ende aller Tage
- 1962: Oggi a Berlino
- 1963: Don Carlos - Infant von Spanien
- 1963: Maria Magdalena
- 1963: Sessel am Kamin
- 1963: À cause, à cause d'une femme
- 1964: Die Sanfte
- 1965: Antigone
- 1965: Christinas Heimreise
- 1966: Die Ballade von Peckham Rye
- 1967: Blick von der Brücke
- 1967: Liebe für Liebe
- 1968: Bel Ami
- 1969: The Damned
- 1970: Peter und der Wolf
- 1970: The McKenzie Break
- 1972: Ludwig
- 1972: Die Moral der Ruth Halbfass
- 1972: Cabaret
- 1975: Es fängt ganz harmlos an
- 1975: Children of Rage
- 1975: Amphitrion
- 1976: Voyage of the Damned
- 1976: Il deserto dei tartari
- 1976: Ansichten eines Clowns
- 1978: Les rendez-vous d'Anna
- 1978: Mannen i skuggan
- 1978: Die gläserne Zelle
- 1978: Deutschland im Herbst (episodefilm)
- 1979: Die Hamburger Krankheit
- 1979: Steiner - Das Eiserne Kreuz, 2. Teil
- 1980: Kaltgestellt
- 1980: Berlin Alexanderplatz
- 1981: Stachel im Fleisch
- 1981: Malou
- 1982: La passante du Sans-Souci
- 1982: Les affinités électives
- 1982: La trappola originale
- 1982: Der Zauberberg
- 1982: Versuchung
- 1982: Die Wahlverwandtschaften
- 1984: The Devil's Lieutenant
- 1984: Ein Klotz am Bein
- 1986: Caspar David Friedrich - Grenzen der Zeit
- 1986: Peter the Great (televisie-meerdeler)
- 1987: Troilus und Cressida
- 1987: The Second Victory
- 1988: Faust - Vom Himmel durch die Welt zur Hölle
- 1989: A proposito di quella strana ragazza
- 1989: Hard Days, Hard Nights
- 1990: Shooting Stars
- 1990: The Plot to Kill Hitler (televisiefilm)
- 1990: Landläufiger Tod
- 1992: Extralarge: Black Magic
- 1993: Missus
- 1993: Verlassen Sie bitte Ihren Mann!
- 1993: Charlemagne, le prince à cheval
- 1994: 1945
- 1994: Endloser Abschied
- 1995: Die Grube
- 1995: Brennendes Herz
- 1996: Der gefälschte Sommer
- 1997: Koerbers Akte: Tödliches Ultimatum
- 1997: The Lost Daughter
- 1999: Die Stunde des Löwen
- 2000: Der Mörder in dir
- 2000: Das Traumschiff - Olympia 2000 (televisiefilm)
- 2001: Lourdes (televisiefilm)
- 2001: Piccolo mondo antico
- 2001: Amokfahrt zum Pazifik
- 2004: Liebe auf Bewährung

## Televisieseries
- 1980: Berlin Alexanderplatz
- 1980: Tales of the Unexpected
- 1986: Peter the Great
- 1993: Charlemagne, le prince à cheval
- 1997: Anwalt Abel
- 2000: Das Traumschiff
- 2000: Der letzte Zeuge
- 2002: SK Kölsch
- 2003: Liebe, Lügen, Leidenschaften

## Synchronisatie
Als stemacteur leende Griem zijn stem aan onder andere James Garner (Sexy! - Männer gehören an die Leine) en Sam Shepard (Homo Faber).

## Belangrijke theaterwerken
- Kabale und Liebe van Friedrich Schiller – Rolle: Ferdinand – Regie: Willi Schmidt
- Leonce und Lena van Georg Büchner – Leonce – Regie: Hans Bauer
- Wie es euch gefällt van William Shakespeare – Orlando – Regie: Willi Schmidt
- Die Glasmenagerie van Tennessee Williams – Tom – Regie: Willi Schmidt
- Richard II. van William Shakespeare – Titelrolle – Regie: Hans Lietzau
- Der Kirschgarten van Anton P. Tschechow – Lopachin – Regie: Hans Lietzau
- Der Menschenfreund – van Christopher Hampton – Philipp – Regie: Dieter Dorn
- Prinz Friedrich von Homburg van Heinrich von Kleist – Titelrolle – Regie: Hans Lietzau
- Die Zofen van Jean Genet – Claire – Regie: Dieter Dorn
- Philoktet van Heiner Müller – Titelrolle – Regie: Hans Lietzau
- Die Räuber van Friedrich Schiller – Karl Moor – Regie: Hans Lietzau
- Minna von Barnhelm van Gotthold Ephraim Lessing – Major von Tellheim – Regie: Dieter Dorn
- Ein Klotz am Bein van Georges Feydeau – Ferdinand de Bois-d'Enghien – Regie: Dieter Dorn
- My Fair Lady – Professor Higgins – Regie: August Everding
- Der neue Prozess van Peter Weiss – Josef K. – Regie: Dieter Dorn
- Troilus und Cressida van William Shakespeare – Thersites – Regie: Dieter Dorn
- Faust van Johann Wolfgang von Goethe – Titelrolle – Regie: Dieter Dorn
- Onkel Wanja van Anton Tschechow – Michail Lwowitsch Astrow – Regie: Hans Lietzau
- Seid nett zu Mr. Sloane van Joe Orton – Ed – Regie: Helmut Griem
- Wer hat Angst vor Virginia Woolf? van Edward Albee – George – Regie: Martin Meltke

Producties bij de Münchner Kammerspiele (selectie):
- Seid nett zu Mr. Sloane van Joe Orton
- Der Held der westlichen Welt van John M. Synge
- Love Letters van A. R. Gurney
- Die schöne Fremde van Klaus Pohl
- Eines langen Tages Reise in die Nacht van Eugene O’Neill